# Alicja Gołod-Gołębiowska

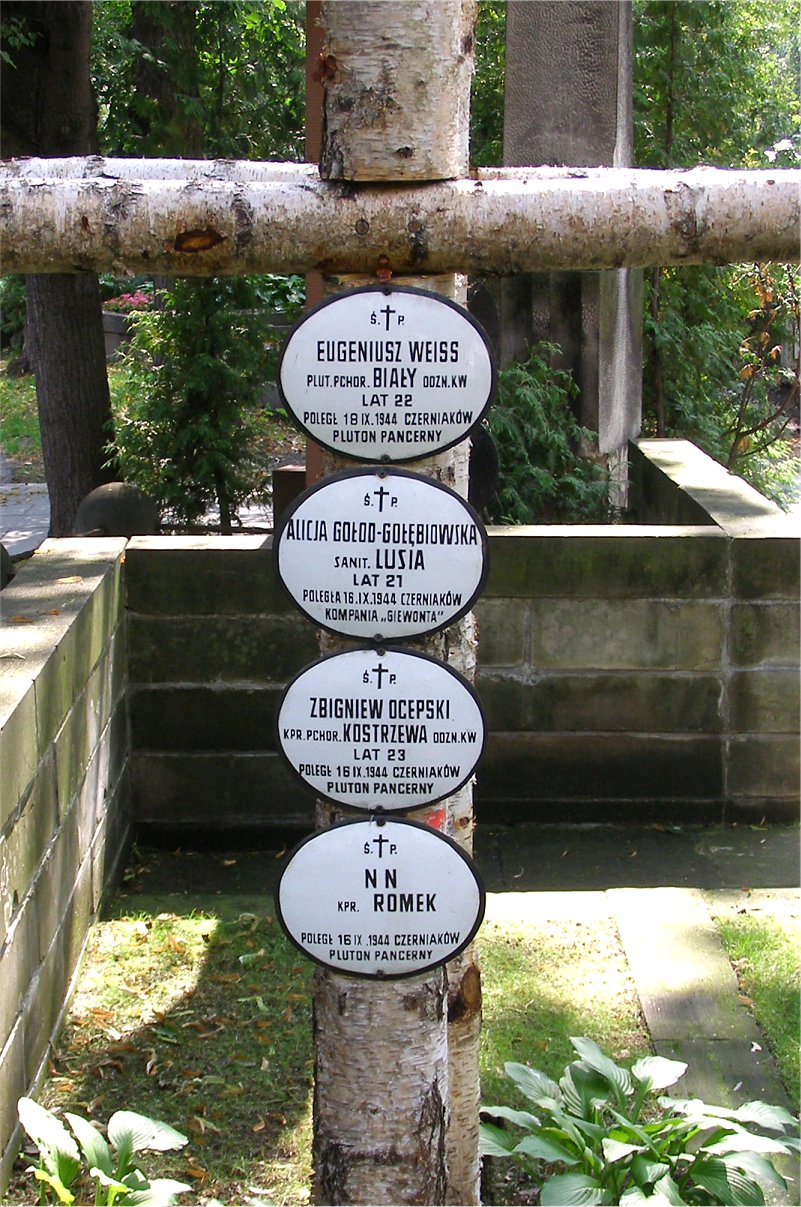
Grób na Cmentarzu Wojskowym na Powązkach

Alicja Gołod-Gołębiowska ps. „Lusia” (ur. 10 października 1922 w Warszawie, zm. 16 września 1944 tamże) – sanitariuszka, harcerka Szarych Szeregów, uczestniczka powstania warszawskiego w batalionie „Zośka” Zgrupowania „Radosław” Armii Krajowej.

## Życiorys
3 sierpnia została sanitariuszką w II plutonie 3. kompanii „Giewonta”. Później służyła w plutonie pancernym dowodzonym przez por. Wacława Micutę ps. „Wacek”.
16 września 1944 przebywała w piwnicy domu przy ul. Okrąg 2, gdzie udzielała pomocy rannym. Tego dnia budynek został zburzony przez „Goliatha”. Gołod-Gołębiowska zginęła w wyniku wybuchu miny.
Została pochowana w kwaterze Harcerskiego Batalionu Armii Krajowej „Zośka” na Cmentarzu Wojskowym na Powązkach w Warszawie (kwatera A20-5-10) wraz z żołnierzami plutonu pancernego: plut. pchor. Eugeniuszem Weissem (ps. „Biały”), kpr. pchor. Zbigniewem Ocepskim (ps. „Kostrzewa”) i nieznanym żołnierzem o pseudonimie „Romek”.
Odznaczona Krzyżem Walecznych.